# Carry That Weight
"Carry That Weight" é uma canção da banda de rock inglesa The Beatles, do álbum Abbey Road, de 1969. Escrita por Paul McCartney e creditada a Lennon–McCartney, parte do medley do segundo lado do álbum, foi gravada em julho e agosto de 1969 e lançada juntamente com o Abbey Road em 26 de setembro do mesmo ano. É precedido por "Golden Slumbers" e segue para "The End".
A canção reflete os desafios enfrentados pelos Beatles, incluindo tensões internas e problemas com a Apple Corps. O crítico Ian MacDonald viu a letra como um reconhecimento de que o legado da banda era um peso que cada integrante carregaria. Paul McCartney confirmou que a música abordava essas dificuldades, mencionando drogas, problemas com Allen Klein e a atmosfera caótica da época. "Carry That Weight" também apresenta a melodia de "You Never Give Me Your Money", primeiramente tocada em instrumentos de sopro e depois cantada com letras diferentes apenas por McCartney, a única passagem vocal da música sem os outros Beatles, embora tenha sido duplicada para fornecer harmonias.
"Carry That Weight" foi apresentada por McCartney em janeiro de 1969. Ele a sugeriu como uma música para Ringo cantar, inspirada em "Act Naturally". A gravação começou em julho de 1969, com McCartney, Harrison e Starr, já que Lennon estava ausente devido a um acidente. Overdubs foram feitos ao longo do mês, incluindo vocais e guitarras. Lennon voltou em 30 de julho e participou dos vocais. Em 15 de agosto, uma orquestra de 30 músicos foi adicionada.
"Carry That Weight" recebeu várias reinterpretações ao longo dos anos. Em 1972, a cantora australiana Colleen Hewett lançou uma versão cover da canção. Em 1976, os Bee Gees gravaram a música para o documentário All This and World War II e, juntamente com Peter Frampton, incluiram uma versão na trilha do filme Sgt. Pepper's Lonely Hearts Club Band.

## Antecedentes e composição

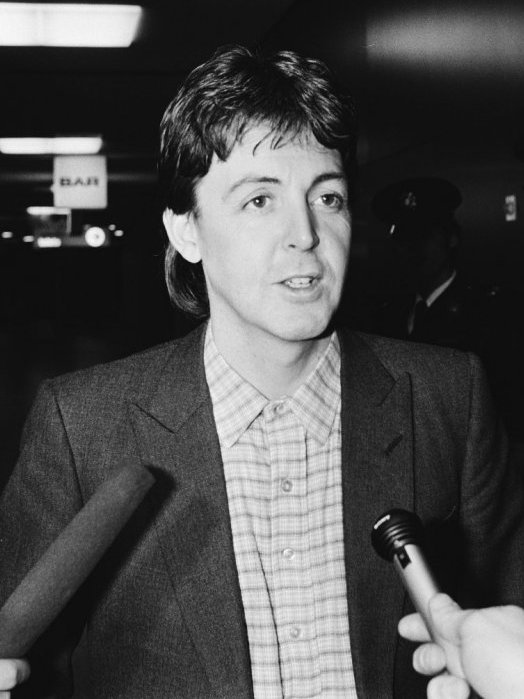
Paul McCartney, compositor da faixa, em 1980.

"Carry That Weight" se referia aos problemas que os Beatles estavam tendo, tanto dentro do grupo quanto em seus negócios na Apple. O crítico musical Ian MacDonald interpretou a letra como um reconhecimento do grupo de que nada que eles fariam como artistas individuais se igualaria ao que eles haviam alcançado juntos, e eles sempre carregariam o peso de seu passado Beatle. McCartney disse que a música era sobre as dificuldades comerciais dos Beatles e a atmosfera da Apple na época.
McCartney diz no livro "Many Years From Now": "Geralmente sou bem otimista, mas em certos momentos as coisas me pegam tanto que eu simplesmente não consigo mais ser otimista e essa foi uma das vezes. Estávamos tomando tanto ácido e usando tantas drogas e toda essa merda de Klein estava acontecendo e ficando cada vez mais louca e louca. Carregar esse peso por muito tempo [Carry That Weight a long time]: tipo para sempre! Era isso que eu queria dizer".
A guitarra arpejada do final de "You Never Give Me Your Money" também reaparece no final de "Carry That Weight", atuando como uma ponte para "The End". A tecelagem de elementos de outras músicas de McCartney no medley de Abbey Road deu uma sensação de continuidade e completude. McCartney cantou "Carry That Weight" em 6, 7 e 9 de janeiro de 1969, durante as sessões de Get Back, que se tornaria Let It Be. Ao discutir a música na última data, ele levantou a possibilidade de ela ser cantada por Ringo Starr.

## Gravação
McCartney apresentou aos Beatles "Carry That Weight" nas sessões do Twickenham Studios. Em 6 de janeiro de 1969, McCartney propôs sua composição inacabada como uma canção alegre para Ringo cantar, inspirada na canção "Act Naturally", que Ringo cantou em Help! no Reino Unido e Yesterday and Today nos EUA. Os Beatles começaram a gravar "Golden Slumbers"/"Carry That Weight" como uma única peça em 2 de julho de 1969. McCartney, Harrison e Ringo Starr gravaram 15 takes das duas músicas enquanto Lennon estava em um hospital se recuperando de um acidente de carro na Escócia.
A fita de oito faixas tinha a bateria de Starr na faixa um, o baixo de Harrison na segunda, o piano de McCartney na terceira, e um vocal guia na oitava. As tomadas 1-3 desta primeira sessão foram lançadas em 2019 em alguns formatos da reedição do 50º aniversário de Abbey Road. As melhores tomadas foram consideradas as tomadas 13 e 15, que foram editadas juntas em 3 de julho. Naquele dia e no seguinte, McCartney fez overdubs em seus vocais principais e guitarra base, Harrison adicionou guitarra solo e todos os três cantaram o refrão. Em 30 de julho, eles adicionaram mais vocais, incluindo Lennon, que havia retornado às sessões em 9 de julho. Mais vocais, tímpanos e bateria foram overdubados em 31 de julho. A orquestra que contou com 30 músicos no total foi gravada em 15 de agosto.

## Créditos
De acordo com Ian MacDonald e Mark Lewisohn (que não tem certeza se Starr ou McCartney tocavam tímpanos):
- Paul McCartney – vocal principal, piano, guitarra base, vocal de coro
- John Lennon – coro vocal
- George Harrison – baixo de 6 cordas, guitarra solo, vocal de coro
- Ringo Starr – bateria, coro vocal, tímpanos
- George Martin – arranjo orquestral
- Não creditado – doze violinos, quatro violas, quatro violoncelos, contrabaixo, quatro trompas, três trombetas, trombone, trombone baixo